# Rita Martin
Margareta "Rita" Weir Martin (1875-1958) fue una fotógrafa inglesa, considerada "una de las mejores fotógrafas británicas de su tiempo". Martin retrató a muchas sufragistas y ella misma también   fue activista por los derecho de las mujeres.

## Trayectoria
Margareta Weir Martin nació en 1875 en Irlanda.
En 1897, Martin se hizo fotógrafa trabajando para su hermana mayor, Lallie Charles, una fotógrafa de sociedad. El estudio de Charles se llamaba "The Nook", en el 1 de Titchfield Road, Regent's Park, Londres. En 1906 abrió su propio estudio en el número 27 de Baker Street. Se especializó en retratos en colores pálidos sobre un fondo blanco puro. Sus principales retratos fueron de actrices ( Winifred Barnes, Lily Elsie, Julia James, Lily Brayton y Violet Vanbrugh) y niños (los dos hijos de Gladys Cooper). Influyó en muchos otros fotógrafos, especialmente en retratos de niños, y su influencia puede verse en muchas de las populares fotografías francesas y alemanas de niños realizadas a principios del siglo XX.
Se inspiró en Alice Hughes; otras fotógrafas pioneras de su tiempo son: Christina Broom, Kate Pragnell y Lizzie Caswall Smith. Cecil Beaton escribió sobre ella: «Rita Martin y la pálida belleza terracota de sus fotografías forman parte de este período. Rita Martin y su hermana, Lallie Charles, fotógrafa rival, posaron a sus modelos bajo una luz suave que parecía de invernadero, y les daba a sus cabellos un rubio deslumbrante».
Una reseña de 1910 de The Strand Magazine publicaba: «Rita Martin merece ser elogiada. Quizás llegue un día en que se celebren exposiciones anuales de los mejores logros de los fotógrafos profesionales, como se hace ahora con los pintores profesionales, y cuando llegue ese momento, la obra de estos artistas será muy valorada por la crítica. En el arte de la cámara, en lo que se refiere a fotografiar niños, yo antepondría la simpatía a la habilidad técnica en la pose y en la iluminación».
Martin retrató a muchas sufragistas, como Rosamund Massy, y ella misma participaba en la lucha por los derecho de las mujeres.
Martín también pintó miniaturas.

## Legado
Algunos negativos de Rita Martin y Lallie Charles se conservan en la National Portrait Gallery, donados por su sobrina Lallie Charles Martin en 1994.